# Ca la Godó
Ca la Godó és una casa de Tiana (Maresme) inclosa a l'Inventari del Patrimoni Arquitectònic de Catalunya.

## Descripció
És un edifici civil, es tracta d'una casa amb planta baixa i pis a la part frontal -al darrere són dos pisos-. Està coberta per un terrat transitable a totes dues bandes. L'edifici té un pati frontal. Destaca pels elements neoclàssics que s'empra a la seva composició, especialment les balustrades que dominen tot el conjunt damunt la cornisa, al terrat; a totes les obertures i la balconada central, així com al cos lateral en forma de porxo tancat -on s'utilitza l'arc carpanell-. Es pot apreciar, igualment, la mateixa influència als trenca aigües situats damunt les finestres, uns d'ells rectes i d'altres amb dos vessants. Cal fer notar que la balconada central, típica de Tiana, està suportada per dos primes columnetes de ferro colat que donen un cert aire eclèctic a l'edifici.